# Le Mas-d’Artige
Le Mas-d’Artige – miejscowość i gmina we Francji, w regionie Nowa Akwitania, w departamencie Creuse.
Według danych na rok 1990 gminę zamieszkiwały 84 osoby, a gęstość zaludnienia wynosiła 5 osób/km² (wśród 747 gmin Limousin Le Mas-d’Artige plasuje się na 519. miejscu pod względem liczby ludności, natomiast pod względem powierzchni na miejscu 405.).